# Окупирай Уол Стрийт
Окупирай Уол Стрийт (на английски: Occupy Wall Street, още известно под название #occupywallstreet) е мирен протест, вдъхновен от Арабската пролет, който започва на 17 септември 2011 г. в Парка „Зукоти“ близо до Уол Стрийт в Ню Йорк.
Организаторите имат намерение да останат на улицата, докато техните искания бъдат изпълнени. Основната цел е привличането на вниманието на обществеността към престъпната дейност на големите банки и корпорации. Идеята се ражда в Adbusters – антикапиталистическа и антиконсумеристка организация и се подкрепя също така от Anonymous и Democracy Now!.
Протестите са подкрепени и от някои известни личности като Розан Бар, Майкъл Мор, Сюзън Сърендън, Ноам Чомски и други. По-късно към протеста, който се превръща в движение, се присъединяват официално различни профсъюзи, политически партии и индивиди. В демонстрацията участват предимно леви организации – социалисти, анархисти, независими, но също така републиканци и демократи, макар тя да няма официални лидери.
Въпреки очакванията за около 20 000 души, в първите дни се събират само около 2000. Те носят спални чували, палатки, музикални инструменти и плакати. Полицията обаче им забранява да разпъват палатките, да използват мегафони и ограничава мястото на протеста. Официалната преса решава да го игнорира и не отразява събитието, считайки го за незначително, но независими радио и телевизионни станции му дават гласност. Twitter и Facebook също служат за информиране на населението и организиране на протеста.
След арестите на 23 септември, протестите получават поне частично отразяване в някои по-известни вестници и списания като Ню Йорк Таймс и Гардиан.

## Октомври
Въпреки мирния характер на събитието полицията в Ню Йорк използва сила и прави арести. Някои от демонстрантите престояват в ареста повече от 24 часа. На 1 октомври 2011 г. над 700 мирни демонстранти са арестувани на Бруклинския мост.
На 5 октомври след мирен поход по улиците на Ню Йорк отново следват побои с палки и арести, след като някои демонстранти се опитват да пробият полицейските барикади и окупират Уол стрийт. По същото време в Сан Франциско полицията нахлува в лагера на Окупирай Сан Франциско, представя писмо без подпис и дата, в което се казва, че участниците трябва да прекратят дейността си, понеже са в нарушение на закона, и конфискува всичките им провизии. Има арести и в лагерите в Сент Луис и Сиатъл. Лос Анжелес е единственото място, където полицията и градските власти официално дават подкрепата си за движението.
Най-разпространените лозунги, които демонстрантите издигат, са: „Спрете да крадете от средната класа, за да плащате на богатите“ и „Ние сме 99-те процента“.
Сред политическите лидери, оказали подкрепа на движението, са Михаил Горбачов, Лех Валенса и Уго Чавес. На 15 октомври протестите обхващат целия свят – 951 града в 82 страни. Според уебсайта на движението OccupyTogether.org каузата на „Окупирай Уолстрийт“ е вдъхновила протестите в над 1400 града по света.
За инициативата „Глобален протест“ в София се събраха само петдесетина граждани. Двойно повече бяха служителите на реда. Неучастието на българското общество в инициативата показа липсата на средна класа в България. Според Миглена Кунева „причина за незрялото общество в България е липсата на независима средна класа. По думите ѝ това са хора, които взимат решение за това какво да правят със себе си, а не просто да получават заплата.“
По повод възникването на движението нюйоркският политически и социален анализатор Сара Бърк споделя в интервю: „Днес обсъждахме как е възможно в навечерието на войната с Ирак в Ню Йорк да се съберат половин милион души и нищо да не се случи. А сега една много по-малка, но постоянно растяща група да има толкова голям отзвук. Нещо ново се случва и то е свързано с протестите в Северна Африка, новините за съкращения на учители и пожарникари, трусовете в Европа. Хората в САЩ все повече недоволстват от политическата култура и последният пирон в ковчега на американската политическа система е решението на Върховния съд да премахне тавана на политическите дарения за корпорациите. Мнозинството избиратели почувстваха, че това направи политическата система напълно и откровено корупционна. Това често се обсъжда тук – че сега трябва да вземем политиката в наши ръце.“
На 23 октомври в Ню Йорк на демонстрацията през Манхатън преминават около 500 души, за да отбележат националния Годишен ден за протестиране за прекратяване на полицейското насилие.

## Ноември
Малко след полунощ на 15 ноември NYPD идва със заповед да опразни парка и нарежда на протестантите да напуснат. Предлогът е, че паркът представлява опасност за хигиената на града. Според заповедта след като паркът бъде изчистен и измит, демонстрантите ще бъдат допуснати отново, но без палатки, спални чували и други големи предмети.
Полицията започва чистката около 1:00 часа през нощта на 15 ноември. Арестувани са около 200 души, които се опитват да спрат нахлуването на полицията и чистачите. Между арестуваните са представители на Associated Press, Daily News, NPR и други.
Докато полицията изчиства парка, представителите на пресата са държани на разстояние от няколкостотин метра, за да не могат да документират какво точно се случва. Полицейските хеликоптери препречват пътя на новинарските хеликоптери, за да не могат да заснимат от въздуха. Много журналисти се оплакват, че е проявено насилие към тях.
Палатките, личните вещи и 5000 книги, принадлежащи на движението, са сложени в боклуджийски вагонии откарани. След всичко това на полицията е наредено от кмета и градския съвет да не допускат протестиращите обратно в него, като нарушават издадената временна заповед от съда, която позволява завръщането им. По-късно друг съдия отсъжда срещу протестантите, като заявява, че Конституцията не им дава право да разпъват палатки и слагат електрически генератори.
17 ноември е обявен за ден на всеобща солидарност и са предвидени демонстрации по улиците на много американски градове. В Ню Йорк рано сутринта простестиращите блокират улиците, много са арестувани. По-късно студентите провеждат своя сбирка и правят нова демонстрация по улиците. Масови протести има и в Лос Анджелис, Питсбърг, Портланд, Сиатъл и други. Има голям брой бити и арестувани, включително журналисти.